# Blainville-sur-l'Eau
Blainville-sur-l'Eau é uma comuna francesa na região administrativa do Grande Leste, no departamento de Meurthe-et-Moselle. Estende-se por uma área de 11.74 km², e possui 4.006 habitantes, segundo o censo de 2018, com uma densidade de 340 hab/km².